# Прямой
«Прямой» (укр. Прямий) — украинский информационный телеканал. Начал вещание 24 августа 2017 года, заменив собой телеканал «Тонис».

## История
В мае 2017 года украинский политик Владимир Макеенко стал единоличным владельцем телеканала «Прямой», выкупив 80 % акций у «Тонис», 10 % — у гендиректора телеканала, 0,5 % — у его заместителя. Весь уставный фонд телеканала с 2010 года равнялся 16 млн 731 тыс. 250 грн. До этого на телеканал перешла команда менеджеров с телеканала NewsOne во главе с Алексеем Семеновым, занимавшимся запуском и перезапуском каналов 112 Украина (2013—2014) и NewsOne (2015—2017), включая высокобюджетных журналистов Матвея Ганапольского и Евгения Киселёва и ведущих: Анатолий Анатолич, Василиса Фролова, Юлия Шпачинская, Снежана Егорова, Каролина Ашион, Светлана Орловская и других. Новый телеканал был нацелен на возрастную категорию 40+.
24 августа 2017 года, в День Независимости Украины, телеканал «Тонис» был заменён на информационный телеканал «Прямой».
В декабре 2017 года телеканал «Прямой» перешёл в собственность кипрской компании Parlimo Trading Limited, долю в которой через кипрскую фирму Centerano Trading Limited владела Dadlaw Nominees Limited — секретарская компания, после смены власти ставшая совладельцем лотереи «Украинская национальная лотерея». Самого лотерейного оператора связывали с окружением Петра Порошенко (Борис Ложкин, Александр Третьяков и Глеб Загорий).
В декабре 2018 года на региональном цифровом конкурсе в Одесской области лицензию на вещание в регионе получил новый местный телеканал «Одеса 1», принадлежащий Владимиру Макеенко (99 %, через юрлицо Прямого — ООО «ТК Прямой») и Евгении Захаровой (1 %). В конце января 2019 года новосозданный телеканал «Харків 1» из группы «Прямого» получил цифровые лицензии на вещание в Харьковской области, его собственниками были Макеенко (90 %) и Захарова (10 %). Оба телеканала должны были начать вещание в течение года, к сентябрю 2018 года оно ещё не было начато.
Летом 2018 года стало известно о планах телеканала создать радиостанцию «Прямой ФМ», которая предполагала ретрансляцию телеэфира и собственные программы с журналистами телеканала. В июле Прямой подал заявку в Нацсовет для просчета 61 FM-частоты в крупных городах страны. К апрелю 2019 года станция имела частоты в Киеве, Днепропетровской, Донецкой, Запорожской, Луганской и Полтавских областях. Из-за отсутствия вещания в Марганце и Лубнах в феврале 2020 года Нацсовет выставлял на голосование вопрос о лишении радиостанции лицензии, но для принятия данного решения не хватило голосов.
В январе 2019 года произошла перекоммутация 5 канала и Прямого в сети DVB-T2. В результате Прямой перешёл на мультиплекс МХ-2, а 5 канал перешёл на мультиплекс МХ-5.
После поражения Петра Порошенко во втором туре президентских выборов на Украину возвратился работавший в администрации президента Виктора Януковича Андрей Портнов, покинувший страну после Евромайдана. С середины мая 2019 года он начал подавать заявления против политика в государственное бюро расследований, одно из которых было посвящено покупке Прямого.
3 июня 2019 года стало известно об уходе с телеканала продюсера Алексея Семёнова, перешедшего на должность главы холдинга «Новости» бизнес-партнёра и политического соратника Виктора Медведчука Тараса Козака (объединял телеканалы 112 Украина, NewsOne и ZIK).
24 июня исполняющим обязанности генерального продюсера и гендиректора телеканала стала его ведущая Светлана Орловская. На посвящённой этому событию закрытой встрече трудового коллектива с Владимиром Макеенко также присутствовал Пётр Порошенко и нардеп Виктория Сюмар, работавшая на нынешних парламентских выборах в предвыборном штабе партии «Европейская солидарность». По её словам, бывший глава государства получил опцион в случае возможной продажи телеканала.
18 февраля 2021 года, Пётр Порошенко в прямом эфире телеканала сказал, что утром ему позвонил владелец «Прямого» Владимир Макеенко и сообщил о сложной финансовой ситуации с каналом из-за задолженностей. В итоге Порошенко стал конечным бенефициаром и официальным владельцем телеканала. Однако в связи с подписанием закона Украины «О предотвращении угроз национальной безопасности, связанных с чрезмерным воздействием лиц, которые имеют значительную экономическую и политическую значимость в общественной жизни (олигархов)» 8 ноября 2021 года Порошенко продал и передал все акции телеканала медиахолдингу «Свободные медиа» (укр. «Вільні медіа»).
4 апреля 2022 года вещание телеканалов «Прямой», «5 канал» и «Эспрессо TV» без объяснения причины было остановлено в украинской сети цифрового телевидения DVB-T2 Концерном радиовещания, радиосвязи и телевидения Украины. 6 июля 2022 года верховный суд Украины признал действия Нацсовета противоправными относительно аннулирования лицензий на радиовещание «Прямой ФМ» в феврале 2020 года. Телеканалы продолжали вещание в интернете и кабельных сетях, потеряв, по данным информированного собеседника Би-би-си, от четверти до трети своей довоенной аудитории..

## Критика
Телеканал критиковался за пиар президента Украины Петра Порошенко, сочетающийся с критикой и нападками в адрес его оппонентов на выборах 2019 года вроде Юлии Тимошенко и Владимира Зеленского.
С ноября 2018 года на Прямом выходит передача «Вата Шоу» блогера Андрея Карпова, который ведёт беседы с жителями России и ОРДЛО в ЧатРулетке на политические темы с использованием нецензурной лексики и оскорблений. Журналистка издания «Детектор медиа» Гала Скляревская, критикуя данное шоу, сравнила его с «российским телепродуктом» и заметила что «смотреть и то, и другое одинаково стыдно».

### Административные санкции
В марте 2019 года комиссия Нацсовета по вопросам телевидения и радиовещания вынесла «публичное осуждение» «Прямому» за освещение социологического исследования относительно кандидатов в президенты, в сюжете речь шла о «потенциальном росте рейтинга Порошенко». По итогам мартовского мониторинга телеканалов в ходе президентских выборов, наибольшее число нарушений избирательного законодательства получили Прямой и 5 канал.
В январе 2020 года Нацсовет принял решение проверить телеканал из-за вышедшей 27 декабря новой программы «Поярков News». В ней ведущий Сергей Поярков оскорблял президента Владимира Зеленского, его родню и ближайшее окружение, а также распространял fake news. Отдельным обоснованием проверки в решении органа указывалось посягательство на честь и достоинство Зеленского, хотя при предыдущем президенте орган в аналогичных случаях не вмешивался, оставляя главе государства самому обращаться в суд.

## Программы телеканала
- Репортёр — информационная программа канала
- Утро большой страны
- Владахохотала
- День на Прямом
- Вечер. О главном
- Люди войны
- Человек на войне
- BBC News Ukraine
- Час.Time
- Информационные битвы
- Победим вместе
- На линии огня
- The Week
- Марафон. Прямой. День

### Архивные программы и спецпроекты
- Военный кабинет
- Психология войны
- Вата-шоу
- Всё будет ОК
- Новости страны
- Большой день
- Час Пик
- Ситуация
- Эхо Украины
- Про политику
- Спецтема
- Большая среда
- Новости от Кристины
- Моя Украина
- Подводим итоги
- Украинские Вести
- Пятая колонка
- Акценты
- Про личное
- Анатомия недели
- День с политиком
- Большие новости
- Медэксперт
- Владахохотала
- WATCHDOGS.Расследование
- Счастливое интервью
- Первая передача
- Социальный статус
- Запорєбрік News
- Итоги
- Итоги недели
- Киселёв. Авторское
- МЕМ
- Выборы 2019
- Выборы 2019. Парламент
- Территория позитива
- Светские хроники
- Полдень
- Слова и музыка
- Вместе
- Политическая кухня
- Культурная дипломатия
- Он и она
- Утро. Мы все…
- Поярков News
- Студия Парус
- Вересень +1
- XXX
- 18-
- 18+
- Танцы с урной
- Золотой Гусь
- Большой марафон
- День прапора
- День независимости
- Криминал
- Закрытая зона
- Споживач (рус. Потребитель, в рамках программы Новый День)
- Неформат
- Эксклюзив со Светланой Орловской
- Прямой эфир
- Прямой контакт
- Прямое доказательство
- Новый день
- Прямой трафик
- Детали
- Горячая тема
- По факту
- Война за Независимость
- Министерство Правды
- Центр

## Ведущие
- Павел Рольник (Утро большой страны)
- Александр Близнюк (Марафон. Прямой. День)
- Алёна Курбанова (Утро большой страны)
- Матвей Ганапольский (Люди войны)
- Сергей Высоцкий (На линии огня)
- Светлана Орловская (Вечер. О главном)
- Тарас Березовец[укр.] (The Week)
- Мария Клюк (День на Прямом)
- Кристина Чернега (День на Прямом)
- Дарья Счастливая (Марафон. Прямой. День, Люди войны)
- Наталья Фицыч[укр.] (День на Прямом, Победим вместе)
- Сергей Романенко (Информационные битвы)
- Юрий Петрушевский (Зрашихохотала)